# برنارد تابي
برنارد تابي (26 يناير 1943 - 3 أكتوبر 2021) هو رجل أعمال فرنسي وسياسي وممثل ومغني ومضيف تلفزيوني. شغل منصب وزير شؤون المدينة في حكومة بيير بيريجوفوي، كما كان رئيسًا لنادي أولمبيك مارسيليا.

## الاعتمادات
- أديداس
- ديجيت دينيس
- دوناي
- لا في كلير (شركة)
- رادار
- تيرايلون